# 413233 Várkonyiágnes
413233 Várkonyiágnes è un asteroide della fascia principale. Scoperto nel 2003, presenta un'orbita caratterizzata da un semiasse maggiore pari a 2,3393780 au e da un'eccentricità di 0,0854299, inclinata di 4,60501° rispetto all'eclittica.